# Дакота (округ, Небраска)
Дакота — округ в штате Небраска. По данным переписи за 2010 год число жителей округа составляло 21 006 человек. Окружной центр — город Дакота-Сити, крупнейший город — Саут-Су-Сити. В системе автомобильных номеров Небраски округ Дакота имеет префикс 70.

## География
Округ Дакота расположен на востоке штата Небраска на границе со штатами Южная Дакота и Айова. Площадь округа — 692 км², из которых 684 км² — суша, а 8 км² — вода.

### Транспорт
Через округ проходят:
- I-129 (англ. Interstate 129).
- US 20 (англ. US Highway 20).
- US 75 (англ. US Highway 75).
- US 77 (англ. US Highway 77).
- Дорога 9 штата Небраска[англ.].
- Дорога 12 штата Небраска[англ.].
- Дорога 35 штата Небраска[англ.].
- Дорога 110 штата Небраска[англ.].

## Население
В 2010 году на территории округа проживало 21 006 человек (из них 49,9 % мужчин и 50,1 % женщин), насчитывалось 7218 домашних хозяйства и 5184 семьи. Расовый состав: белые — 70,5 %, афроамериканцы — 3,1 %, коренные американцы — 2,7 %, азиаты — 3,0 и представители двух и более рас — 2,3 %.
Население округа по возрастному диапазону по данным переписи 2010 года распределилось следующим образом: 30,1 % — жители младше 18 лет, 4,1 % — между 18 и 21 годами, 54,4 % — от 21 до 65 лет и 11,4 % — в возрасте 65 лет и старше. Средний возраст населения — 32,8 лет. На каждые 100 женщин в Дакоте приходилось 99,7 мужчин, при этом на 100 совершеннолетних женщин приходилось уже 98,1 мужчин сопоставимого возраста.
Из 7218 домашних хозяйств 71,8 % представляли собой семьи: 52,0 % совместно проживающих супружеских пар (24,3 % с детьми младше 18 лет); 13,4 % — женщины, проживающие без мужей и 6,4 % — мужчины, проживающие без жён. 28,2 % не имели семьи. В среднем домашнее хозяйство ведут 2,88 человека, а средний размер семьи — 3,38 человека. В одиночестве проживали 22,8 % населения, 9,4 % составляли одинокие пожилые люди (старше 65 лет).

### Населённые пункты
Согласно данным 2010 года в округе Дакота 2 города (Дакота-Сити и Саут-Су-Сити), 4 деревни (Эмерсон (частично), Хаббард, Хомер, Джексон). 4388 человек проживают вне зарегистрированных населённых пунктов.

## Экономика
В 2014 году из 15 328 трудоспособных жителей старше 16 лет имели работу 10 025 человек. При этом мужчины имели медианный доход в 37 239 долларов США в год против 26 738 долларов среднегодового дохода у женщин. В 2014 году медианный доход на семью оценивался в 54 887 $, на домашнее хозяйство — в 49 786 $. Доход на душу населения — 20 543 $. 17,0 % от всего числа семей в Дакоте и 17,2 % от всей численности населения находилось на момент переписи за чертой бедности.